# Буйнакск
Буйна́кск (до 1922 года — Темир-Хан-Шура, кум. Темир-Хан-Шура) — город на юге России, в Республике Дагестан.
Административный центр Буйнакского района (в который не входит). Город республиканского значения, образует Городской округ город Буйнакск.

## Этимология
Основан в 1834 году как крепость Темир-Хан-Шура. Легенда связывает название с именем Тамерлана, шура — кумыкское «озеро», то есть «озеро Тамерлана» (на его берегу военачальник якобы отдыхал), слово «Шура» дословно переводится как «Совет» (не путать с наставлением), к примеру: «Верховный Совет». В 1866 году крепость получила статус города, в 1922 году переименована в Буйнакск в честь дагестанского революционера У. Д. Буйнакского.
Существует версия о даргинском происхождении названия (Шура́й — озеро) — однако никаких достоверных данных о том, что данное название в этой местности могли оставить даргинцы, нет. Более того, по предположению профессора Н. С. Джидалаева, слово «шура́й» есть булгарский субстрат в даргинском языке. По мнению Н. С. Джидалаева, даргинское «Шура» со значением «Озеро» это заимствованное в даргинском языке из болгарского, которое впоследствии переосмыслилось из «озеро» в «болото». При этом, под даргинским значением «Шура» подразумевается не озеро в обычном его смысле, а скопление воды, лужи или искусственный небольшой водоём для скота. Слово на «Шура» со значением «болото» присутствует и в чувашском языке. Чувашское «Шура» (болото), по утверждению, профессора Н. С. Джидалаева исконно булгарско-чувашское.

## География
Город расположен на горной реке Шура-озень, в 41 километре от Махачкалы. Железнодорожная станция. Узел автомобильных дорог.
В окрестностях Буйнакска — климатическая курортная местность, расположены противотуберкулёзные санатории и др. подобные объекты.

## История

### XIX век
До 1832 года на месте города существовал кумыкский аул Темир-Хан-Шура, который был хорошо известен по письменным источникам XVI—XVIII веков.
По преданию аул возник на месте стоянки войска Тамерлана.
Темир-Хан-Шура входила в начале во владения кумыкского Тарковского шамхала, а затем входила в небольшое кумыкское владение Бамматулинское, жители которого после постройки в ауле русской крепости, переселились в Халимбекаул.
В 1831 году жители аула участвовали в Шамхальском восстании в поддержку с имама Гази-Мухаммеда. C 6 по 8 июля 1831 года (по старому стилю) здесь происходили бои между восставшими и русскими войсками. Селение Шура было сожжено в назидание мятежникам.
Престарелый Тарковский шамхал Мехти II отправившись в Санкт-Петербург ходатайствовать на преемственность кумыкского государства Тарковского шамхальства сыну Сулейман-Паше, так же предложил царю (Николаю I) план постройки селения Темир-Хан-Шура под крепость, что было реализовано в 1832 году.

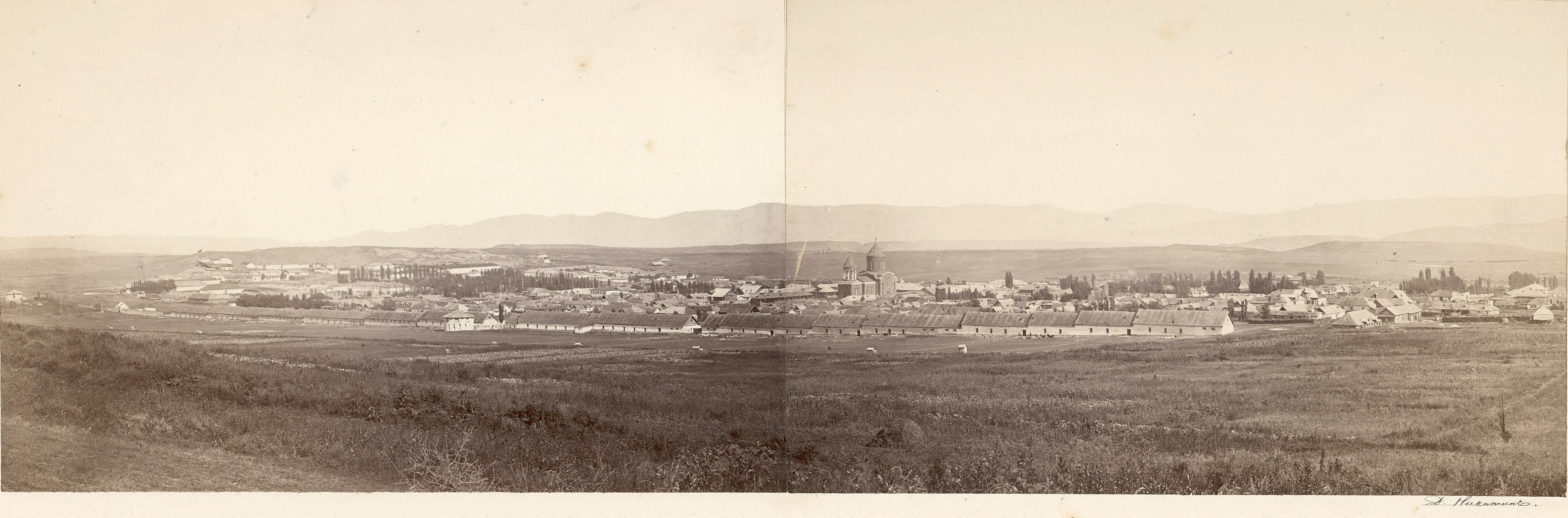
Общий вид города Темир-Хан-Шура, около 1870 года.

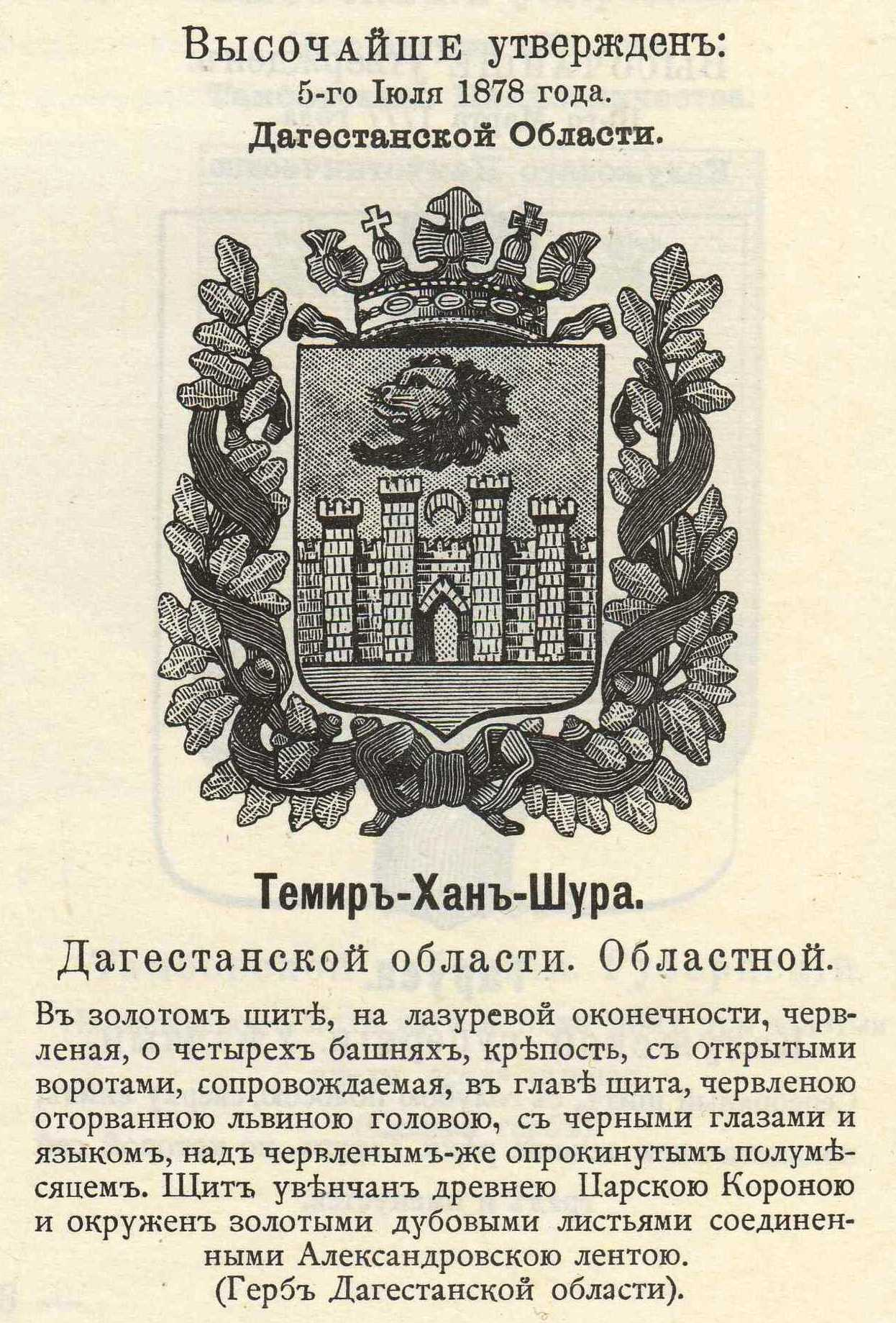
Герб Темир-Хан-Шуры (повторял герб Дагестанской области). Утверждён 5 июля 1878 года.

В 1834 году оно было расширено и поглотило аул, жители которого были выселены в Халимбекаул. Укрепление было назначено штаб-квартирой Апшеронского пехотного полка и местопребыванием командующего войсками в Северном Дагестане.
11 ноября 1843 года имамом Шамилем крепость была взята в блокаду более чем на месяц, оборону в крепости держали 4 тысячи человек; 15 декабря Шамиль был разбит подоспевшим на выручку осаждённым генерал-майором Р. К. Фрейтагом.
В 1847 году крепость назначена местопребыванием управляющего гражданской частью в Прикаспийском крае.
14 апреля 1849 года укрепление подверглось нападению отряда во главе с Хаджи-Мурадом.
В 1854 году по приказу князя М. З. Аргутинского было осушено озеро (к тому времени превратившееся в болото) по которому укрепление получило название. На месте озера-болота был разбит парк, в настоящее время он носит название Комсомольский.
В 1861 был построен православный Андреевский военный собор (храм был закрыт после 1917 года и снесён окончательно в 1968 г.)
С 1866 года Темир-Хан-Шура получила права города и стала административным центром Дагестанской области. В конце XIX века в городе было 9089 жителей (считая гарнизон в 2427 человек): 4633 православных, 1950 евреев, 1241 мусульман (из них 455 шиитов, остальные сунниты), 685 армян, 433 католика, 121 протестант и 26 старообрядцев. Было 634 жилых дома и 128 лавок и складов; реальное, церковно-приходское и начальное городское училища, женская гимназия, 2 еврейские школы, больница, амбулатория, военный лазарет, типография, фотография и библиотека реального училища. 4 церкви (2 православных (в том числе Андреевский военный собор), католическая и армянская), 2 мечети, 2 синагоги. 10 фабрик и заводов (пивоваренные, кирпичные, мыловаренные и др.). Памятники: князю М. З. Аргутинскому-Долгорукову, рядовому Агафону Никитину и в память взятия Гуниба в 1859 г.

### XX век

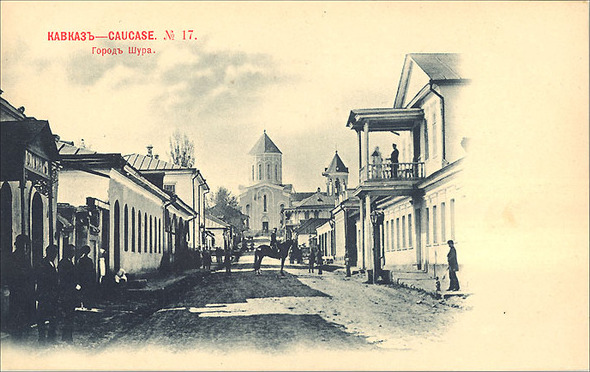
Темир-Хан-Шура на рубеже XX века. Аргутинская улица, вдали Андреевский военный собор.
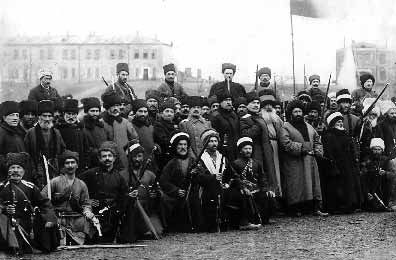
Войско сторонников шариата в Темир-Хан-Шуре. Январь 1918 года.
Красноармейский парад. 1920 год

В январе 1918 года в город вошла крупная горская армия под руководством Нажмудина Гоцинского.
В ноябре 1919 — мае 1920 года Темир-Хан-Шура был местопребыванием правительства Горской Республики Северного Кавказа. В мае 1919 года перешёл под контроль ВСЮР, весной 1920 года был захвачен красными.
13 ноября 1920 года на чрезвычайном съезде народов Кавказа в Темир-Хан-Шуре нарком по делам национальностей И. В. Сталин провозгласил Дагестан автономной республикой.
14 мая 1921 года город ТемирХан-Шура переименован в Буйнакск в честь участника борьбы за советскую власть в Дагестане У. Д. Буйнакского.
Буйнакск сильно пострадал во время землетрясения 14 мая 1970 года.
4 сентября 1999 года в Буйнакске произошёл теракт, положивший начало серии взрывов жилых домов в России.

## Местное самоуправление

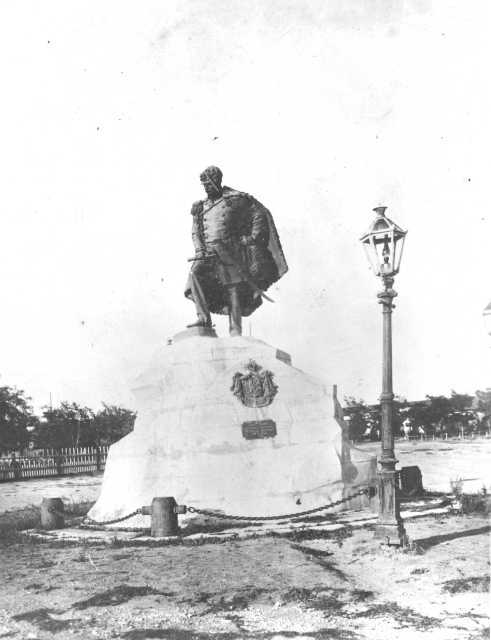
Памятник Аргутинскому-Долгорукому в Темир-Хан-Шуре (основан в 1878, снесён в 1921 г.)

- Собрание депутатов городского округа — представительный орган городского округа, состоит из 21 депутата. На выборах-2015 Партии ветеранов России удалось совершить сенсацию — они набрали 68,8 % голосов, получив 17 мест. Так же в Собрание прошли четыре депутата от Единой России. Партия набрала 18,5 %[24][25][26].
- Глава городского округа. Избирается Собранием депутатов из своего состава на срок его полномочий (5 лет). Глава городского округа исполняет полномочия Председателя Собрания депутатов.
- Администрация городского округа — исполнительно-распорядительный орган местного самоуправления, возглавляет глава администрации, назначаемый Собранием депутатов по контракту, сроком на 5 лет.
- Контрольно-счётная палата городского округа.

Председатель собрания депутатов
с 24 августа 2018 года — Аташев Шамиль Имнияминович.
- Собрание депутатов городского округа — представительный орган городского округа.
- Администрация городского округа — исполнительно-распорядительный орган местного самоуправления.

## Население
На 1 января 2025 года по численности населения город находился на 231-м месте из 1124 городов Российской Федерации.
Согласно прогнозу Минэкономразвития России, численность населения городского округа г. Буйнакска будет составлять:
- 2024 — 70,26 тыс. чел.
- 2035 — 79,73 тыс. чел.

| 1869    | 1888    | 1897    | 1926    | 1931    | 1939    | 1959    | 1967    | 1970    | 1979    | 1987    | 1989    |
| ------- | ------- | ------- | ------- | ------- | ------- | ------- | ------- | ------- | ------- | ------- | ------- |
| 2069    | ↘2064   | ↗9200   | ↗9500   | ↗15 900 | ↗22 100 | ↗32 956 | ↗38 000 | ↘37 946 | ↗46 566 | ↗53 000 | ↗56 783 |
| 1992    | 1996    | 1998    | 2000    | 2001    | 2002    | 2003    | 2005    | 2006    | 2007    | 2008    | 2009    |
| ↗58 500 | ↗58 700 | →58 700 | ↘56 500 | ↘55 900 | ↗61 437 | ↘61 400 | ↗61 500 | →61 500 | ↘61 300 | ↘61 100 | ↗61 143 |
| 2010    | 2011    | 2012    | 2013    | 2014    | 2015    | 2016    | 2017    | 2018    | 2019    | 2020    | 2021    |
| ↗62 623 | ↗62 684 | ↗62 749 | ↗62 959 | ↘62 921 | ↗63 312 | ↗63 888 | ↗64 538 | ↗65 080 | ↗65 544 | ↗65 658 | ↗68 121 |
| 2023    | 2024    | 2025    |         |         |         |         |         |         |         |         |         |
| ↗68 991 | ↗69 554 | ↗70 190 |         |         |         |         |         |         |         |         |         |

| Демография                                      | 2001 | 2002 |
| ----------------------------------------------- | ---- | ---- |
| Число родившихся, на 1000 населения             | 14   | 13.3 |
| Число умерших, на 1000 населения                | 7.5  | 6.5  |
| Естественный прирост (убыль), на 1000 населения | 6.5  | 6.8  |

Национальный состав
По данным Всероссийской переписи населения 2021 года
| Народ      | Численность, чел. | Доля от всего населения, % |
| ---------- | ----------------- | -------------------------- |
| аварцы     | 25 328            | 37,18 %                    |
| кумыки     | 23 810            | 34,95 %                    |
| лакцы      | 4 792             | 7,03 %                     |
| даргинцы   | 4 302             | 6,32 %                     |
| лезгины    | 2 968             | 4,36 %                     |
| русские    | 1 809             | 2,66 %                     |
| другие     | 1 830             | 2,69 %                     |
| не указали | 3 282             | 4,82 %                     |
| всего      | 68 121            | 100,00 %                   |

## Статистические данные
| Показатель                                                                               | 2001                                       | 2002                                       |
| Уровень жизни населения и социальная сфера                                               | Уровень жизни населения и социальная сфера | Уровень жизни населения и социальная сфера |
| ---------------------------------------------------------------------------------------- | ------------------------------------------ | ------------------------------------------ |
| Среднемесячная номинальная начисленная заработная плата, руб.                            | 924                                        | 1687                                       |
| Площадь жилищ, приходящаяся в среднем на жителя (на конец года), м²                      | 17.6                                       | 17.9                                       |
| Число дошкольных учреждений, шт.                                                         | 17                                         | 17                                         |
| Число детей в дошкольных учреждениях, тыс. человек                                       | 2.1                                        | 2.1                                        |
| Число дневных общеобразовательных учреждений (на начало учебного года), шт.              | 16                                         | 15                                         |
| Число учащихся дневных общеобразовательных учреждений, тыс. человек                      | 10.7                                       | 10.4                                       |
| Численность врачей, чел.                                                                 | 337                                        | 330                                        |
| Численность среднего медицинского персонала, чел.                                        | 942                                        | 940                                        |
| Число больничных учреждений, шт.                                                         | 5                                          | 5                                          |
| Число больничных коек, тыс. шт.                                                          | 1.6                                        | 1.6                                        |
| Число врачебных амбулаторно-поликлинических учреждений, шт.                              | 3                                          | 3                                          |
| Мощность врачебных амбулаторно-поликлинических учреждений, посещений в смену, тыс. шт.   | 1.9                                        | 1.9                                        |
| Число зарегистрированных преступлений, шт.                                               | 417                                        | 330                                        |
| Выявлено лиц, совершивших преступления, чел.                                             | 335                                        | 284                                        |
| Экономика, промышленность                                                                |                                            |                                            |
| Число предприятий и организаций (на конец года), шт.                                     | 1304                                       | 1333                                       |
| Число действующих предприятий промышленности (на конец года), шт.                        | 15                                         | 17                                         |
| Объём промышленной продукции (в фактически действовавших ценах), млн руб.                | 34.9                                       | 59                                         |
| Индекс промышленного производства, % к предыдущему году                                  | 190.9                                      | 143.5                                      |
| Строительство                                                                            |                                            |                                            |
| Объём работ, выполненных по договорам строительного подряда, млн руб.                    | —                                          | 46.2                                       |
| Ввод в действие жилых домов, тыс. м² общей площади                                       | 9.8                                        | 15.2                                       |
| Ввод в действие жилых домов, квартир                                                     | 56                                         | 61                                         |
| Транспорт                                                                                |                                            |                                            |
| Число маршрутов автобусов (во внутригородском сообщении), шт.                            | 5                                          | 5                                          |
| Число перевезённых за год пассажиров автобусами (во внутригородском сообщении), млн чел. | 0.3                                        | 0.5                                        |
| Торговля и услуги населению                                                              |                                            |                                            |
| Оборот розничной торговли (в фактически действовавших ценах), млн руб.                   | 482.3                                      | 637.1                                      |
| Объём платных услуг населению (в фактически действовавших ценах), млн руб.               | 54.5                                       | 51.7                                       |
| Объём бытовых услуг населению (в фактически действовавших ценах), млн руб.               | 14.5                                       | 12.3                                       |
| Инвестиции                                                                               |                                            |                                            |
| Инвестиции в основной капитал (в фактически действовавших ценах), млн руб.               | —                                          | 32.6                                       |

## Климат
Климат Буйнакска континентальный, с очень тёплым летом и мягкой зимой.
| Показатель                                                                                | Янв.  | Фев.  | Март  | Апр. | Май  | Июнь | Июль | Авг. | Сен. | Окт. | Нояб. | Дек.  | Год   |
| ----------------------------------------------------------------------------------------- | ----- | ----- | ----- | ---- | ---- | ---- | ---- | ---- | ---- | ---- | ----- | ----- | ----- |
| Абсолютный максимум, °C                                                                   | 22,3  | 27,0  | 31,6  | 34,3 | 38,5 | 39,5 | 40,4 | 39,5 | 39,6 | 32,3 | 27,0  | 24,3  | 40,4  |
| Средний суточный максимум, °C                                                             | 3,8   | 4,9   | 10,0  | 15,9 | 22,0 | 27,2 | 29,7 | 29,3 | 23,6 | 17,3 | 10,0  | 5,6   | 16,6  |
| Средняя температура, °C                                                                   | −0,6  | 0,1   | 4,6   | 10,2 | 16,0 | 20,8 | 23,3 | 22,9 | 17,7 | 11,8 | 5,2   | 1,1   | 11,1  |
| Средний суточный минимум, °C                                                              | −3,8  | −3,4  | 0,8   | 5,7  | 11,0 | 15,4 | 18,0 | 17,7 | 13,2 | 7,7  | 1,6   | −2,2  | 6,8   |
| Абсолютный минимум, °C                                                                    | −26,3 | −28,1 | −19,1 | −6,5 | −1,4 | 3,1  | 9,8  | 6,7  | −2,7 | −8,3 | −21,1 | −22,1 | −28,1 |
| Норма осадков, мм                                                                         | 19,9  | 20,7  | 25,2  | 31,1 | 58,0 | 61,0 | 56,5 | 51,9 | 56,0 | 32,8 | 31,1  | 21,1  | 465,3 |
| Источник: Погода и климат в Буйнакске. «Погода и Климат». Дата обращения: 1 октября 2022. |       |       |       |      |      |      |      |      |      |      |       |       |       |

## Образование
Дошкольное
- Детские сады: № 1, № 2 «Жемчужинка», № 3, № 4, № 5, № 6, № 7, № 8, № 9, № 10, № 11, № 12, № 13, № 14, № 15, № 16, № 17, № 18, № 19, № 20 «Мир детства», № 21 «Созвездие»;

Среднее
- Гимназия имени Героя Советского Союза Анатолия Хуторянского;
- Академический лицей;
- Лицей имени Фазу Алиевой;
- Средние общеобразовательные школы: № 2, № 3, № 4, № 5, № 6, № 7, № 8, № 9, № 10, № 11;
- Средняя школа-интернат № 3;
- Санаторная школа-интернат № 7.

Дополнительное образование
- Дворец детского творчества;
- Детская музыкальная школа;
- Детско-юношеская спортивная школа;
- Детско-юношеская спортивная школа борьбы;
- Детско-юношеская спортивная школа олимпийского резерва по боксу.

Среднее специальное
- Агропромышленный колледж;
- Колледж экономики и предпринимательства;
- Кооперативный техникум. Открыт 14 августа 1931 года;[23]
- Медицинское училище;
- Промышленно-экономический колледж;[58]
- Профессионально-педагогический колледж имени Расула Гамзатова;
- Сельскохозяйственный колледж имени Ш. И. Шихсаидова. Открыт 15 августа 1956 года как Буйнакский сельскохозяйственный техникум;[23]
- 1 апреля 1926 года был открыт Дагестанский музыкальный техникум, но уже 1 января 1927 года техникум был переведён в Махачкалу.[23]

Высшее
- Филиал Дагестанского государственного университета (не функционирует);
- Филиал Московского института предпринимательства и права;
- Филиал Современной гуманитарной академии;
- Филиал Белгородского университета кооперации, экономики и права;[59]
- Дагестанский кооперативный институт (не функционирует);
- Филиал Дагестанского педагогического университета;
- Филиал Санкт-Петербургского педагогического университета им. Герцена.

## Инфраструктура

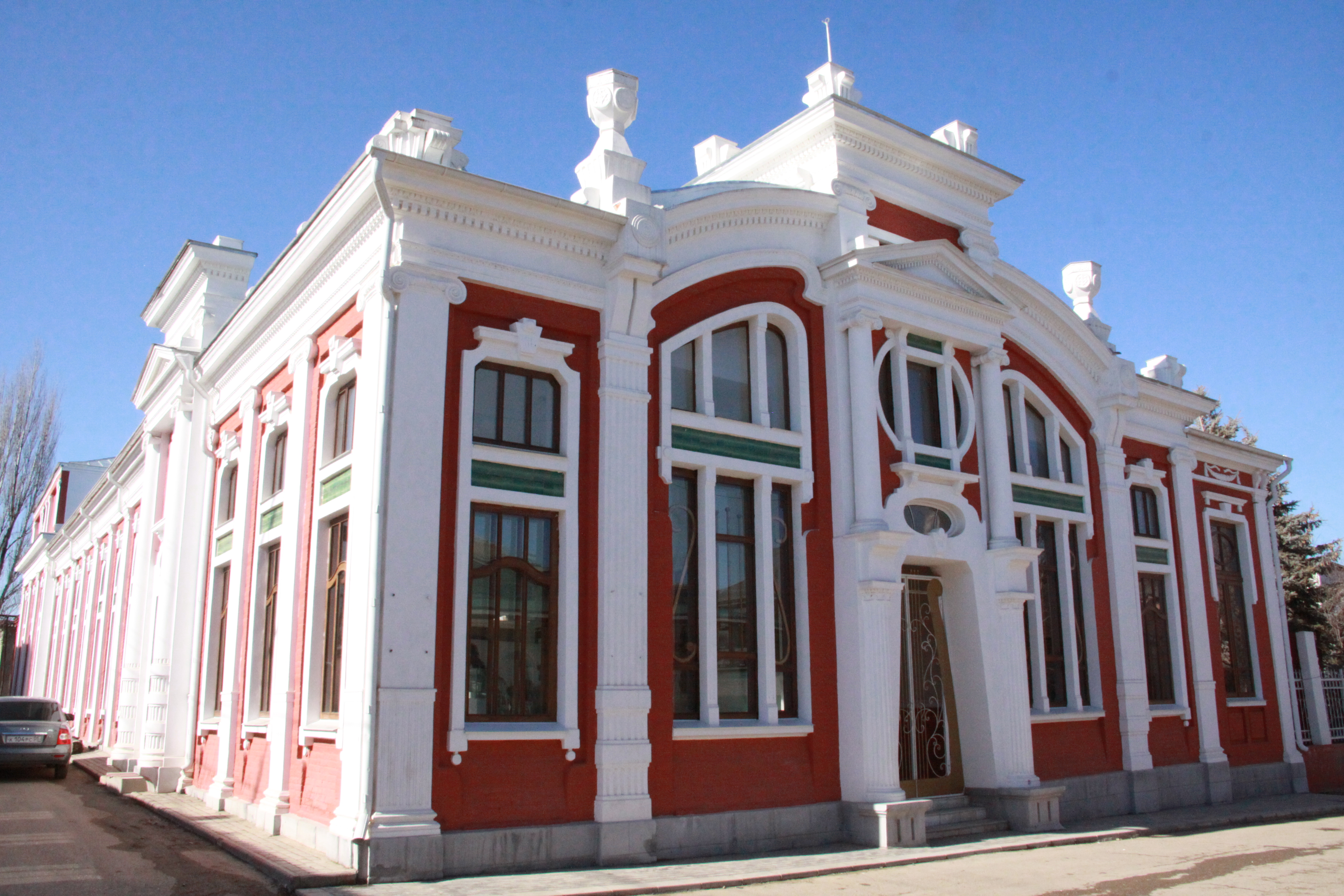
Буйнакский историко-краеведческий музей

- Центр культуры, досуга и библиотечного обслуживания
- Буйнакский историко-краеведческий музей[60]
- Республиканская психиатрическая больница
- Республиканский детский туберкулезный санаторий
- Межрайонная станция скорой медицинской помощи
- Межрайонный диагностический центр
- Центральная районная больница
- Центральная городская больница
- Противотуберкулезный диспансер
- Психоневрологический интернат «Милосердие»
- Станция переливания крови
- Республиканский дом ребёнка

## Экономика
Промышленность
Фабрики: мебельная, обувная, трикотажная, швейная. (не функционируют)
Заводы: приборостроительный и шиноремонтный, консервный (вырабатывает варенья, джемы, компоты). Буйнакский агрегатный завод производит гидравлические и топливные агрегаты, электронику.

## Религия
- Джума-мечеть и медресе.[61]
- Дагестанский Исламский институт имени Сайфуллы Кади (с 1992 года).[62]
- Буйнакская синагога. В 1980-х годах в Буйнакске действовала синагога, раввин которой исполнял также обязанности шойхета, регулярно собирался миньян, имелось еврейское кладбище. В начале 1990-х годов открылась еврейская школа[63]. Синагога города находится на сегодняшний день в аварийном состоянии и из-за этого не используется.
- Православный храм в честь св. вел. кн. Александра Невского (войсковой, с 2000 года)[64].

## Достопримечательности
В окрестностях Буйнакска сохранились наскальные изображения конца 2-го — начала 1-го тысячелетия до н. э.

## Памятники
Памятники Героям СССР:
- Памятник Юсупу Акаеву
- Памятник Юрию Гагарину
- Памятник Магомеду Гаджиеву
- Памятник Саадуле Мусаеву
- Памятник Анатолию Хуторянскому

Памятники революционерам:
- Памятник Муслиму Атаеву
- Памятник Магомед-Мирзе Хизроеву
- Памятник Омарову-Чохскому
- Памятник Гаруну Саидову

Снесённый памятник:
- Памятник князю Моисею Аргутинскому-Долгорукому (ск. Шарлеман) — снесён в 1917—1921 годах после революции

## Комментарии
1. ↑  авар. Шура, кум. Темир-Хан-Шура, лак. Щурагьи, лезг. Шура
2. ↑  Под аварцами в данном случае следует понимать также и 13 андо-цезских народов и арчинцев, которые включены в состав аварцев[56].